# Sofya Zhuk
Pour les articles homonymes, voir Jouk.
Sofya Andreyevna Zhuk (en russe : Софья Андреевна Жук, Sofia Andreïevna Jouk), née le 1er décembre 1999 à Moscou, est une joueuse de tennis russe, professionnelle depuis 2014.

## Carrière
En 2014, Sofya Zhuk remporte son premier titre ITF à Chimkent sur terre battue.
En 2015, elle remporte le Tournoi de Wimbledon junior à seulement 15 ans en battant en finale sa compatriote russe Anna Blinkova.
En 2016, elle remporte trois nouveaux titres ITF à Charm el-Cheikh, Cali et Tampico. La même année, elle est invitée au tournoi WTA de Miami mais s'incline au premier tour contre la Chinoise Zhang Shuai.
En 2017, elle continue sa progression et remporte les tournois ITF de Naples (Floride) et Bursa.
En 2018, elle atteint la finale du tournoi de Newport Beach en catégorie WTA 125, alors qu'elle sortait des qualifications, s'inclinant seulement en finale contre Danielle Collins, autre révélation du tournoi. Invitée par les organisateurs, elle s'impose 7-5, 6-4 au premier tour d'Indian Wells contre Alizé Cornet, puis au second tour contre Magdaléna Rybáriková en 3 sets avant de s'incliner à nouveau face à Danielle Collins.
En 2020, elle met fin à sa carrière professionnelle en raison de blessures à répétition et entame désormais une reconversion dans le mannequinat. 

## Palmarès

### Finale en simple en WTA 125
| No | Date       | Nom et lieu du tournoi                  | Catégorie | Dotation  | Surface    | Vainqueure       | Score         |          |
| -- | ---------- | --------------------------------------- | --------- | --------- | ---------- | ---------------- | ------------- | -------- |
| 1  | 22-01-2018 | Oracle Challenger Series, Newport Beach | WTA 125   | 150 000 $ | Dur (ext.) | Danielle Collins | 2-6, 6-4, 6-3 | Parcours |

## Parcours en Grand Chelem

### En simple dames
| Année | Open d'Australie | Open d'Australie | Internationaux de France | Internationaux de France | Wimbledon | Wimbledon          | US Open         | US Open          |
| ----- | ---------------- | ---------------- | ------------------------ | ------------------------ | --------- | ------------------ | --------------- | ---------------- |
| 2017  | —                | —                | —                        | —                        | —         | —                  | 1er tour (1/64) | Yulia Putintseva |
| 2018  | Q2               | Magdalena Fręch  | Q1                       | V. Grammatikopoúlou      | Q3        | Vitalia Diatchenko | Q3              | Jil Teichmann    |
| 2019  | Q2               | Christina McHale | 1er tour (1/64)          | Laura Siegemund          | Q1        | Varvara Lepchenko  | —               | —                |

N.B. : à droite du résultat se trouve le nom de l'ultime adversaire.

## Parcours en «Premier Mandatory» et «Premier 5»
Découlant d'une réforme du circuit WTA inaugurée en 2009, les tournois WTA « Premier Mandatory » et « Premier 5 » constituent les catégories d'épreuves les plus prestigieuses, après les quatre levées du Grand Chelem.

### En simple dames
| Année |              | Premier Mandatory         | Premier Mandatory        | Premier Mandatory | Premier Mandatory |       | Premier 5 | Premier 5 | Premier 5  | Premier 5                      | Premier 5 | Premier 5 | Premier 5 |
| Année | Indian Wells | Miami                     | Madrid                   | Pékin             |                   | Dubaï | Rome      | Canada    | Cincinnati | Wuhan                          | Wuhan     |           |           |
| Année | Indian Wells | Miami                     | Madrid                   | Pékin             | Doha              |       | Rome      | Canada    | Cincinnati | Wuhan                          | Wuhan     |           |           |
| Année | Indian Wells | Miami                     | Madrid                   | Pékin             |                   |       | Rome      | Canada    | Cincinnati | Wuhan                          | Wuhan     |           |           |
| 2016  |              |                           | 1er tour (1/64) Zhang S. |                   |                   |       |           |           |            |                                |           |           |           |
| 2018  |              | 3e tour (1/16) D. Collins |                          |                   |                   |       |           |           |            | 1er tour (1/32) A. V. Uytvanck |           |           |           |

Sous le résultat, l’ultime adversaire.

## Classements WTA en fin de saison
| Année          | 2016 | 2017 | 2018 | 2019 |
| Rang en simple | 298  | 178  | 133  | 297  |
| Rang en double | –    | –    | –    | –    |

Source : (en) Classements de Sofya Zhuk sur le site officiel de la Fédération internationale de tennis